# Alžběta Bosenská
Alžběta Kotromanićová nebo také Eliška Bosenská (1340?– leden 1387, Novigrad) byla uherská a polská královna jako druhá manželka uherského a polského krále Ludvíka I. Velikého, matka polské královny Hedviky a uherské královny Marie.

## Královna

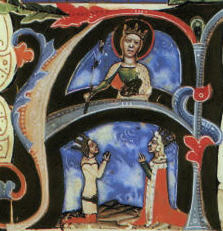
Alžběta s Ludvíkem na dobové iluminaci

Alžběta byla vychovávána na uherském královském dvoře a 20. června 1353 uzavřela v Budíně sňatek s Ludvíkem Velikým (Uherským), který byl tou dobou už čtvrtý rok vdovcem; jeho první manželka byla Markéta Lucemburská, dcera Karla IV., která zemřela v roce 1349, aniž mu dala potomky. Právě ty si Ludvík pravděpodobně od sňatku sliboval především, s Alžbětinou rukou totiž nezískal ani území ani žádné výhodné politické spojenectví. Alžběta ovšem vyrůstala přibližně tři roky na uherském dvoře a mezi ní a králem se tedy mohl vytvořit vztah bez ohledu na dynastické zájmy, svůj podíl na organizaci tohoto sňatku mohla mít i Ludvíkova matka Alžběta Lokýtkovna, která byla nejvlivnější osobností na jeho dvoře.
Kronikáři Alžbětu popisují jako ženu půvabnou, krásné postavy a prudkého temperamentu, zároveň však jako bezohlednou, sobeckou, lstivou a krutou královnu. Dokud Ludvík žil, královna do politiky aktivně nezasahovala, alespoň o tom nejsou k dispozici žádné zprávy. Ludvíkův život a politiku spíše ovlivňovala jeho dominantní matka Alžběta Lokýtkovna a o postavení Alžběty Bosenské svědčí i titulatura v jejích listinách, kdy se v intitulaci nazývala "iunior regina", tedy mladší královna. Její postavení nepochybně komplikoval i fakt, že se – přes naděje do sňatku vkládané – nestala matkou vytouženého dědice uherské koruny svatého Štěpána.
Z manželství se narodila pouze tři nebo čtyři děvčata. Prvorozená (a někdy zpochybňovaná) dcera zemřela ve velmi útlém věku a další, Kateřina, ještě před dosažením puberty. Dospělosti dosáhly dvě nejmladší dcery, Marie a Hedvika, kterým se otec ještě před svou smrtí snažil zajistit následnictví. Uhry měla dle jeho plánů zdědit mladší Hedvika (následnická práva k Uhrám měl také vévoda Karel III. z Drače zvaný Malý, který se jich však zřekl ještě za Ludvíkova života výměnou za Ludvíkův nárok na neapolskou korunu) a plánován byl její sňatek s habsburským princem Vilémem, starší Marie pak byla určena za dědičku polské koruny a zasnoubena s mladším synem českého krále a císaře římského Karla IV. Zikmundem Lucemburským.

## Královna vdova a boj o dědictví

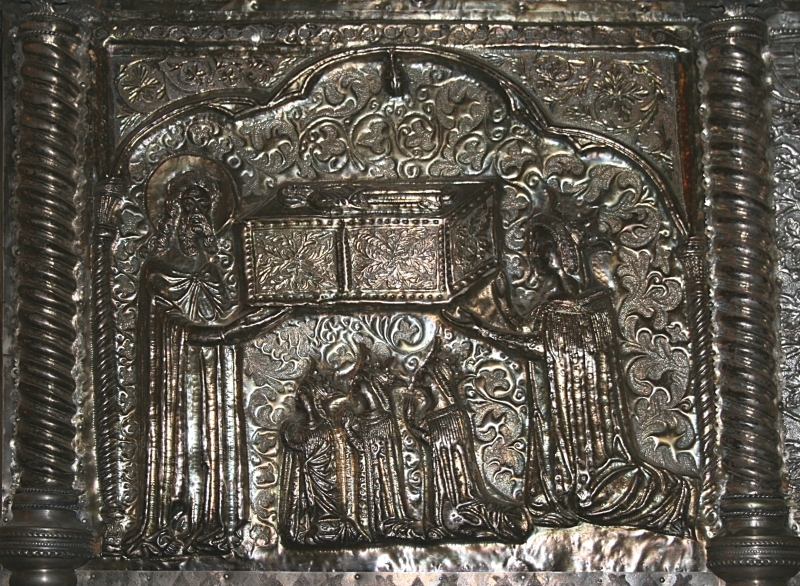
Královna Alžběta s dcerami na relikviáři z kostela sv. Simeona v Zadaru

Po Ludvíkově smrti (1382) se Alžběta dostala do těžké situace. Část polské šlechty byla ochotná akceptovat jakoukoliv z Ludvíkových dcer, pokud bude i s manželem sídlit v Polsku. Druhá část chtěla za krále Piastovce Semovíta Mazovského. Alžběta se pokusila získat Polsko silou a vyslala do Polska vojsko v čele se Zikmundem Lucemburským, snoubencem Marie. Výprava však neměla velký úspěch. Alžběta se snažila, aby se polskou královnou stala nejstarší dcera Marie, což by jí jako regentce umožnilo vládnout v Uhersku i v Polsku. Polská šlechta však uhersko-polskou personální unii odmítla a žádala nástupnictví mladší dcery Hedviky, která také do Polska roku 1384 odešla; stala se tam královnou a její svatba s litevským vládcem Jogailou roku 1386 položila základ dlouhotrvající polsko-litevské unii).
Marie byla už 17. září 1382 korunována uherskou královnou. Vládu místo teprve jedenáctileté Marie však přebrala Alžběta. Pod vlivem svého rádce, palatina Mikuláše Gorjanského, začala bez ohledu na dřívější úmluvy s Lucemburky plánovat svatbu Marie s členem francouzského panovnického rodu, Ludvíkem Orleánským. To vyvolalo odpor nejen Lucemburků, ale i neapolského krále Karla a papeže Urbana VI. Uherská šlechta se rozdělila do tří táborů: jedni chtěli za krále Zikmunda, druzí stáli za královnou a spojením s Francií, třetí tábor v čele se záhřebským biskupem Pavlem Horváthem a bývalým mačevským bánem Janem Horváthem prosazoval za panovníka Karla Neapolského.
V listopadu 1385, po obsazení Budína, si Zikmund vynutil sňatek s Marií, následně však znovu odtáhl do Čech, aby sebral silnější vojsko. Po jeho odchodu navázala Alžběta kontakt s Karlem Malým, který se zdržoval v Záhřebu. Spoléhala se na přísahu, kterou dal králi Ludvíkovi ohledně práv jeho dcer na uherský trůn. Karel v čele silného vojska se však snažil ujmout vlády sám a 31. prosince 1385 byl nakonec za přítomnosti Alžběty a Marie korunován ve Stoličném Bělehradě uherským králem.
7. února 1386 pozvala Alžběta Karla pod záminkou odevzdání listu od Zikmunda Lucemburského do svých komnat na přátelskou audienci. Na Karla zde však čekal Blažej Forgáč (číšník královny Marie) a na příkaz královny Alžběty jej napadl ve snaze jej zabít – v celé věci měl opět prsty Mikuláš Gorjanský. Karel byl těžce zraněn, následující noci byl zajat a byl uvržen do žaláře na hradě Visegrád, kde buď zemřel na následky zranění nebo byl zavražděn (údajně jedem, který mu dali do rány).
Na jaře roku 1386 vpadlo do Uherska české vojsko Václava IV. V dubnu se Alžběta smířila se zetěm Zikmundem, kterému musela jako právoplatnému manželovi Marie dát svou dceru a měla splatit všechny Zikmundovy dluhy vzniklé během konfliktu s ní.

## Zajetí a smrt
Dne 25. června 1386 během cesty na hrad Gorjani byly královny Alžběta a Marie přepadeny stoupenci zavražděného Karla Malého. Při tomto přepadení došlo k velkému krveprolití, během kterého byl zabit nejen Blažej Forgáč, ale i palatin Mikuláš Gorjanský, a obě královny byly uvězněny nejprve na hradě Krupa v Bosně, poté v Novigradu na Jadranském pobřeží nedaleko Zadaru.
V lednu 1387 Alžbětu před očima její dcery uškrtil v novigradské pevnosti Jan Horváth, údajně proto, že poslala tajnou zprávu do Benátek, aby s loďstvem blokovali Novigrad z moře, a tak zabránili odvezení Alžběty a Marie do Neapole. Zavražděná královna byla nejdříve pohřbena v zadarském kostele svatého Chrysogona a později byly její ostatky přesunuty do katedrály Panny Marie v Székesfehérváru.